# Substraat (ecologie)

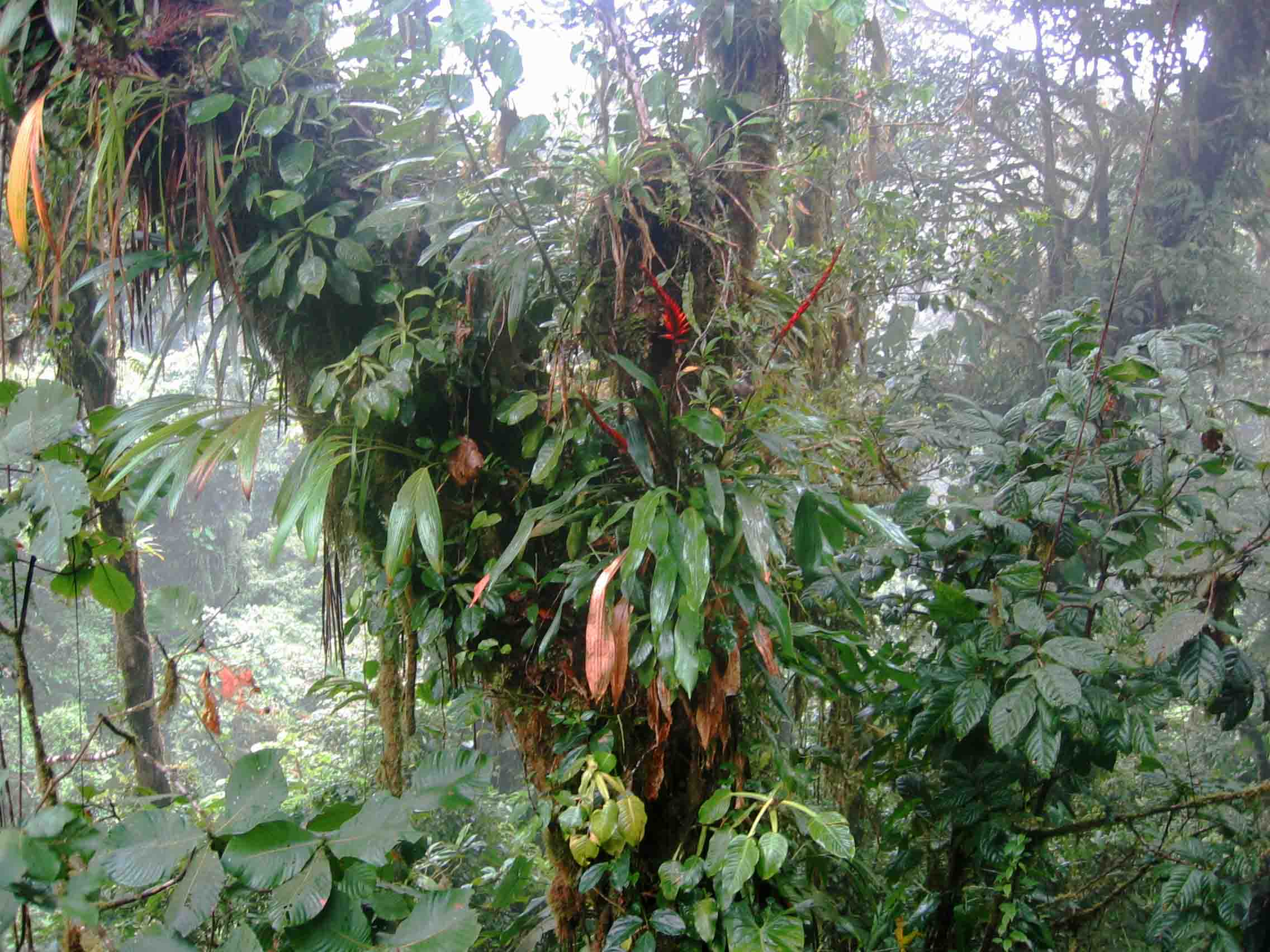
Corticole vegetatie op de schors van een boom bij Santa Elena, Costa Rica

Het substraat is de ondergrond waarop of waarin organismen, zoals planten, schimmels, of bacteriën (soms ook dieren) en levensgemeenschappen leven. Het substraat is een belangrijk deel van het habitat van een organisme.
Voorbeelden van substraten: rotsen, bodem, of andere organismen als planten, korstmossen, koraal. 

## Indeling
In deze context worden vaak verschillende termen voor min of meer hetzelfde begrip naast elkaar gebruikt. De terminologie die gebruikt wordt is historisch gegroeid en niet overal consequent.
Enerzijds zijn er woordparen waarvan bij het ene woord de afleiding uit het Grieks stamt en bij het ander uit het Latijn (bijv. epilitisch resp. saxicool). Het is vrij willekeurig welk woord de voorkeur krijgt, hoewel er vakgebied binnen de biologie verschillen kunnen bestaan.
Anderzijds worden zelfstandige en bijvoeglijke naamwoorden door elkaar gebruikt (bijv. epifyt resp. epifytisch).
Een indeling naar substraat is vooral van belang voor planten en sessiele invertebraten omdat deze niet beweeglijk zijn, maar ook voor beweeglijke organismen is een dergelijke indeling van belang, omdat het veel zegt over de milieufactoren. Organismen worden in verschillende typen onderscheiden naar het substraat waar ze voorkomen.